# St. Georgen am Fillmannsbach
St. Georgen am Fillmannsbach è un comune austriaco di 383 abitanti nel distretto di Braunau, in Alta Austria.